# Erucaria erucarioides
Erucaria erucarioides är en korsblommig växtart som först beskrevs av Ernest Saint-Charles Cosson och Michel Charles Durieu de Maisonneuve, och fick sitt nu gällande namn av Karl Müller. Erucaria erucarioides ingår i släktet Erucaria och familjen korsblommiga växter. Inga underarter finns listade i Catalogue of Life.